# История Сил обороны Эстонии

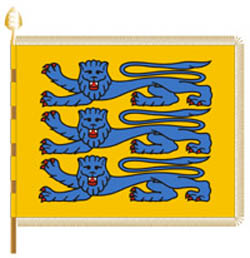
Знамя Сил обороны Эстонии

Силы обороны Эстонии (эст. Eesti kaitsejõud) — совокупность структур и организаций, отвечающих за оборону и безопасность Эстонской Республики.

## Предыстория
Поскольку первое национальное эстонское государство появилось лишь в 1918 году, национальных сил обороны до этого момента в Эстонии не было. Однако эстонцы ранее принимали участие в восстаниях против немецких землевладельцев, самым крупным их которых было Восстание Юрьевой ночи, которое переросло в Крестьянскую войну в Эстонии(1343 — 1345 гг) .

## Создание эстонских национальных воинских частей
В 1914 году в рядах русской армии служило 140 кадровых офицеров эстонской национальности, в сражениях Первой мировой войны участвовало около ста тысяч эстонцев, и две тысячи из них получили офицерские звания. Семь старших офицеров командовали полками, 17 — батальонами, 13 — имели академическое военное образование, 12 — имели звание полковников, 28 — подполковников, трое служили во время войны начальниками штабов дивизий. Во время Первой мировой войны за храбрость и умелое руководство боевыми действиями 333 офицера-эстонца были награждены орденами, в том числе 47 — орденами Святого Георгия. Получил этот орден за личную храбрость и будущий герой Освободительной войны — Юлиус Куперьянов, награждённый ещё пятью орденами: св. Анны трёх степеней и св. Владимира двух степеней.

## Формирование эстонской армии

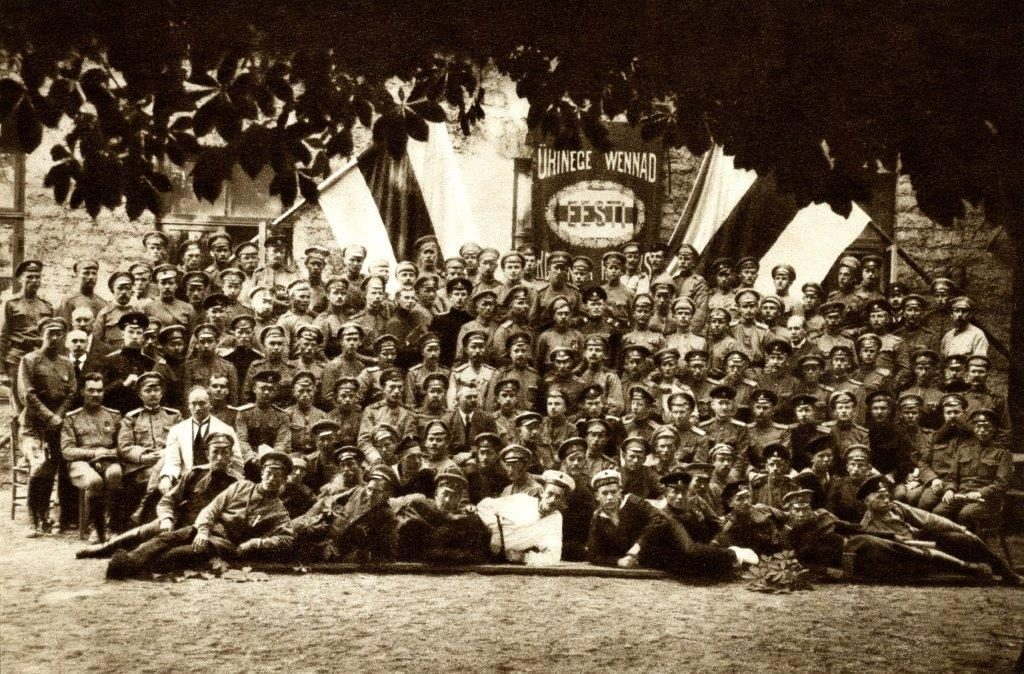
Съезд эстонских солдат, служивших в русской армии, проходивший в Ревеле 18-21 июня 1917 г.

Весной 1917 года по инициативе эстонских политиков в Петрограде был создан Центральный организационным комитет (ЦОК) по формированию национальных эстонских частей русской армии, состав которого был утверждён командующим Петроградским военным округом генералом Л. Г. Корниловым.
ЦОК высказал намерение сформировать два эстонских полка. Стремление эстонцев к созданию таких частей объяснялось не желанием сражаться за Временное правительство, а намерением обзавестись костяком для развертывания вооружённых сил своей страны, выход которой из состава разваливающейся на глазах Российской империи был уже не за горами.
С согласия руководства Военного министерства, начальник мобилизационного отдела Главного управления Генштаба русской армии полковник Сатерупп, действуя по поручению ЦОКа, разослал в военные округа телеграмму о немедленном направлении всех солдат-эстонцев запасных частей в распоряжение штаба Ревельской морской крепости, комендант которой не возражал против этой затеи. Для руководства процессом формирования эстонских национальных частей в Ревеле(сейчас Таллин) были созданы «Главный комитет воинов-эстов» и «Эстонское военное бюро». К маю число солдат-эстонцев в Ревельской морской крепости достигло примерно четырёх тысячь человек.
Однако командование Балтийского флота, почуяв неладное, запретило формирование крепостных полков из эстонского национального контингента. Поэтому «Эстонское военное бюро» решило прозондировать почву в Ревельском Совете, направив в его Военный комитет письмо с просьбой о получении разрешения на формирование «просто национального эстонского полка». Но Ревельский Совет под нажимом уже своей большевистской фракции, считая, что этот полк станет боевым оплотом «эстонской буржуазии», тоже ответил отказом.
Тогда деятели из ЦОКа обратились с соответствующей просьбой в Петроградский Совет, который направил в Ревель телеграмму, из которой следовало, что «организация национальных полков является делом общегосударственной важности и Таллинский Совет не должен в это дело вмешиваться». К маю 1917 года в Ревельской морской крепости собралось уже около 5600 солдат-эстонцев. По распоряжению Временного правительства их вывели в Раквере, где под руководством офицеров-эстонцев в сентябре 1917 года началось формирование национальных полков. В начале декабря 1917 года, то есть уже после Октябрьской социалистической революции, они были сведены в 1-ю Эстонскую дивизию под командованием подполковника Йохана Лайдонера.
Большевистская революция вызвала «разброд и шатания» в эстонских национальных частях — согласно советским источникам, только эстонский 1-й полк поначалу не поддерживал большевиков. Те развернули среди солдат-эстонцев активную пропагандистскую работу, и в середине декабря 1917 года состоялась солдатская конференция, подержавшая откровенно большевистскую резолюцию и заявившая о безусловной выборности командиров.
В январе 1918 года Исполком Эстонского Совета рабочих и воинских депутатов объявил о роспуске «Главного комитета воинов-эстов» и об увольнении из эстонских частей «в отпуск на неопределённый срок» всех офицеров и солдат, не желающих служить в «социалистической армии». С середины февраля 1917 года все эстонские офицеры были отстранены от службы, им перестали выплачивать жалованье. Одновременно началось формирование 1-го эстонского полка Красной армии, а дела штаба 1 -й Эстонской дивизии принял Военный отдел Исполкома Эстонского Совета. Однако начавшееся в феврале 1918 года наступление немецких войск перечеркнуло эти планы, равно как и реализацию конституции так называемой Эстляндской трудовой коммуны, согласно которому Эстонская советская республика провозглашалась автономной частью РСФСР.

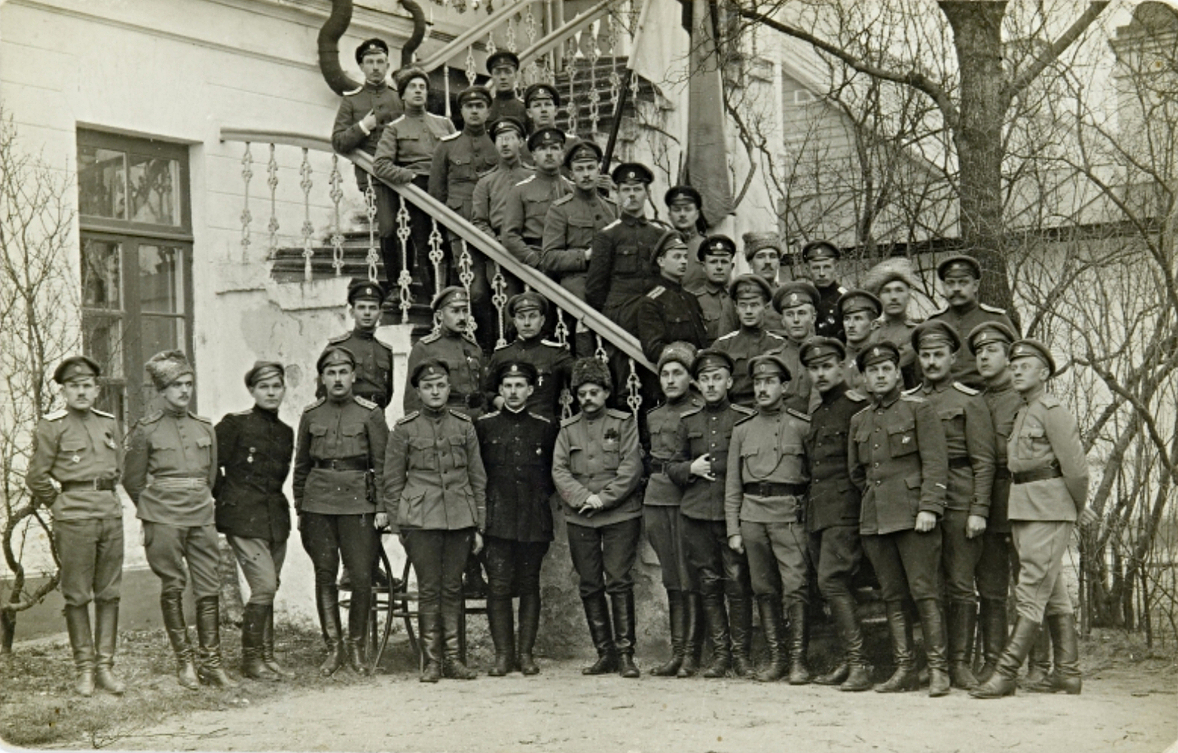
Офицеры Эстонского полка в Хаапсалу в 1918 году.

24 февраля В 1918 года Эстонский комитет спасения провозгласил Эстонию независимой республикой от имени законного представителя народа — Земского совета Эстонии . Полковник Андрес Ларка сталвоенным министром Временного правительства Эстонии, которое начало действовать в тот же день. Эрнст Пыддер, Александр Тыниссон и Андрес Ларка в марте были произведены в первые генералы Эстонии. Уже в феврале 1918 года началась немецкая оккупация . Однако именно в это время была создана национальная форма одежды и выработана первоначальная военная терминология(в том числе звания) на эстонском языке . С приходом немецких войск Эстонию покинули Йохан Лайдонер и Яан Соотс, главой эстонской армии стал генерал-майор Андрес Ларка, а начальником штаба — подполковник Николай Реек . После оккупации Эстонии немецкими войсками эстонские войска считали себя армией независимой, суверенной страны и не принимали участия в военных действиях. 28 февраля 1918 года был издан приказ Главнокомандующего Генеральным штабом Германии, на основании которого Национальные вооруженные силы Эстонии получили разрешение на продолжение своей деятельности. Штаб 1-й Эстонской пехотной дивизии был реорганизован в Штаб Эстонских вооруженных сил, действовавший с 28.02.1918 по 05.04.1918 как высший командный и организующий орган эстонских национальных воинских частей в Таллинне.
В январе 1918 года Исполком Эстонского Совета рабочих и воинских депутатов объявил о роспуске «Главного комитета воинов-эстов» и об увольнении из эстонских частей «в отпуск на неопределённый срок» всех офицеров и солдат, не желающих служить в «социалистической армии». С середины февраля 1917 года все эстонские офицеры были отстранены от службы, им перестали выплачивать жалованье. Одновременно началось формирование 1-го эстонского полка Красной армии, а дела штаба 1 -й Эстонской дивизии принял Военный отдел Исполкома Эстонского Совета. Однако начавшееся в феврале 1918 года наступление немецких войск перечеркнуло эти планы, равно как и реализацию конституции так называемой Эстляндской трудовой коммуны, согласно которому Эстонская советская республика провозглашалась автономной частью РСФСР.
Несмотря на фактический захват власти в Эстонии большевиками, на её территории с сентября 1917 года существовали добровольческие военизированные формирования  — «Омакайтсе»(рус. самооборона). В «Омакайтсе» входили взводы охраны порядка, состоявшие в основном из гимназистов старших классов с командирами из числа преподавателей физического воспитания. В «Омакайтсе» также состояли зажиточные крестьяне, прочие мелкие хозяева и так далее. В основном «Омакайтсе» боролась с выпущенными из тюрем уголовниками и бесчинствующими солдатами из «революционизированных» частей русской армии, расправившихся со своими офицерами. Эта разномастная вооружённая публика, в отсутствие полиции и недееспособности сформированной в период существования Временного правительства России милиции, занималась грабежами и терроризировала мирное население, так что «Омакайтсе» играла важную роль в поддержании хоть какого-то порядка.

## Война за независимость

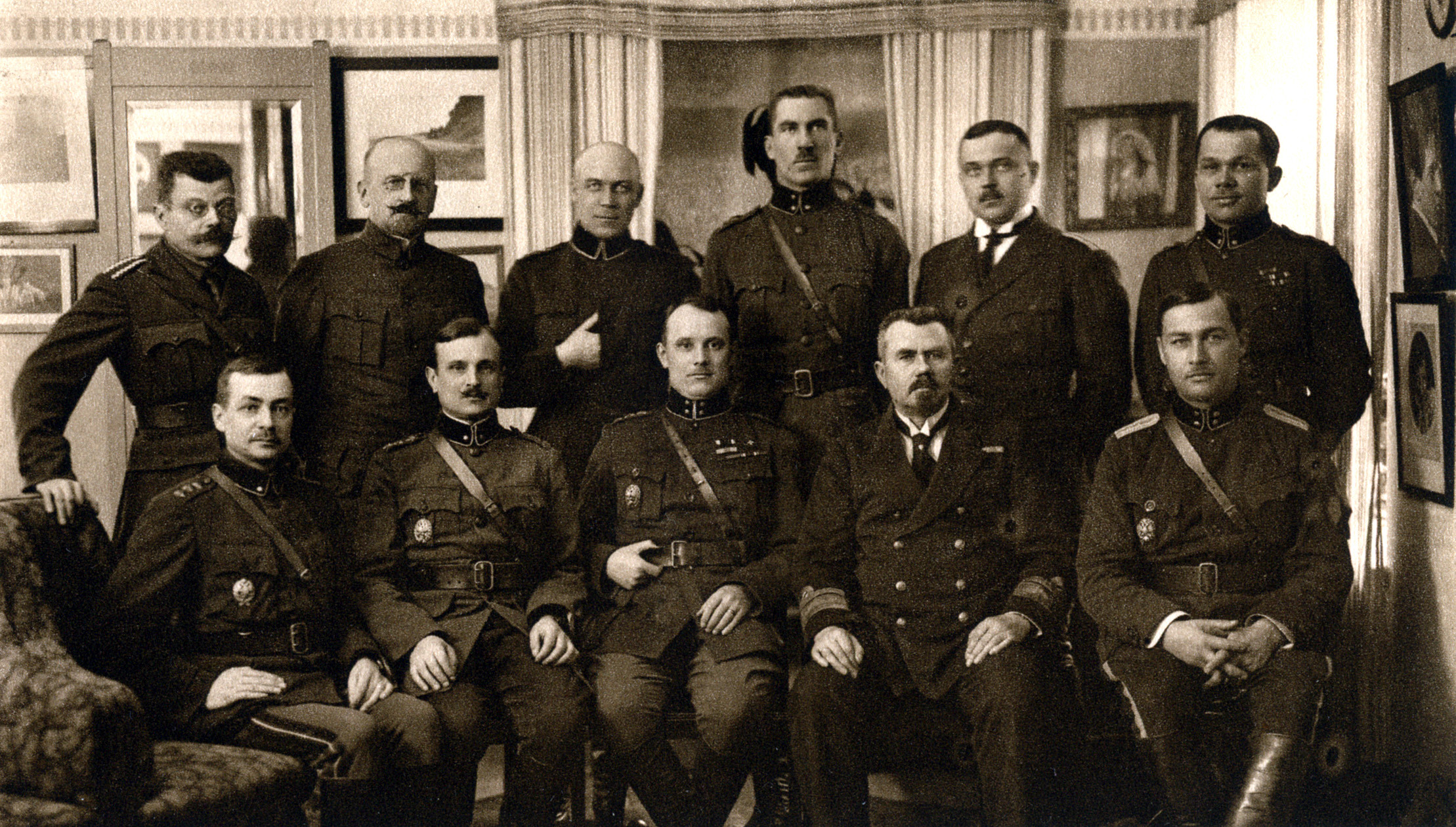
Главное командование эстонской армии в 1920 году, слева вверху: генерал-майор Эрнест Пыддер, доктор Артур Лоссманн, генерал-майор Александр Тыниссон, полковник Карл Партс, полковник Виктор Пушкарь, полковник Яан Ринк. Слева внизу: генерал-майор Андрес Ларка, генерал-майор Яан Сотс, главнокомандующий генерал-лейтенант Йохан Лайдонер, адмирал Йохан Питка и полковник Рудольф Рейманн

Во время германской оккупации «Омакайтсе» оказалась под запретом, но продолжила свою деятельность в условиях подполья. С эвакуацией немецких войск из Эстонии в ноябре 1918 года «Омакайтсе» вновь обрела легальный статус, и эстонские буржуазные националисты сформировали на её основе добровольческий «Эстонский охранный корпус», или «Союз обороны» — «Эсти кайтселийт», личный состав которого (11 тысяч бойцов и 240 офицеров) нёс охранную и караульную службу. «Кайтселийт» подчинялся военному министру Временного правительства «буржуазной» Эстонии, но вооружёнными силами в строгом смысле он все же не являлся. Поэтому оказать существенное сопротивление большевикам, ринувшимся «освобождать» от «гидры контрреволюции» покинутую немцами Эстонию, «Кайтселийт» не смог.
Уже в конце ноября 1918 года 7-я армия красных (в составе которой были и эстонские части) овладела Нарвой, где большевики провозгласили Эстляндскую трудовую коммуну. К январю 1919 года красные заняли бо́льшую часть территории Эстонии, однако саму эстонскую землицу передавать крестьянам отказались, что, как горестно отмечали в своих опусах советские историки, «отрицательно сказалось на союзе пролетариата с трудящимся крестьянством».
Рассчитывая создать на основе «Кайтселийта» способную противостоять большевикам регулярную Народную армию Эстонии, её Временное правительство в конце осени 1918 года объявило о приёме на военную службу в добровольном порядке 25—35-летних мужчин в качестве солдат и обязательный призыв офицеров и военных чиновников (врачей и технических специалистов).Добровольный призыв в Народную армию провалился, к декабрю 1918 года в её рядах насчитывалось не более 2,5 тысяч человек при одном бронепоезде. Поэтому эстонское руководство приступило к «тотальной» мобилизации нижних чинов, что, впрочем, дало армии лишь около 12 тысяч человек.
Из наиболее патриотично настроенных слоёв эстонского общества (в первую очередь интеллигенции) удалось развернуть боеспособные добровольческие части — батальоны обороны, скаутский батальон, батальон морской пехоты (морской десантный), Тартуский партизанский батальон (впоследствии переименованный в Куперьяновский) и Калевскую дружину.
Кроме того, в 1918—19 годах удалось сформировать шесть артиллерийских батарей, два кавалерийских полка (1-й и 2-й), дивизион бронепоездов (с экипажами из офицеров и гимназистов-старшеклассников), впоследствии «укрупнённый» до дивизии.
К началу 1919 года в ВС Эстонии имелось более 13 тысяч человек, в том числе на фронте борьбы с большевиками около 5 тысяч человек при 26 полевых орудиях и 147 пулемётах. Меры по принудительной мобилизации эстонцев позволили довести к концу января 1919 года численность Народной армии почти до 23 тысяч человек. Её главнокомандующим с декабря 1918 года стал бывший офицер русской армии, генерал Йохан Лайдонер.
Получив поддержку англичан (в декабре 1918 г. направивших в Таллин свою эскадру), а также добровольцев из Финляндии, Швеции и Дании, эстонские ВС во взаимодействии с белыми войсками перешли в начале января 1919 г. в наступление против красных, которое оказалось вполне успешным.

На рубеже 1918—19 годов в состав эстонских ВС влился Псковский добровольческий корпус Северной армии, перешедший в Эстонию под натиском Красной армии. Он был переименован в Северный корпус, но уже в июне 1919 г. вышел из подчинения эстонцам и был развернут в  Северную армию (затем Северо-Западную). Вместе с Северным корпусом (или Северо-Западной армией) на большевистский Петроград наступали 1-я и 2-я дивизии Народной армии Эстонии. 

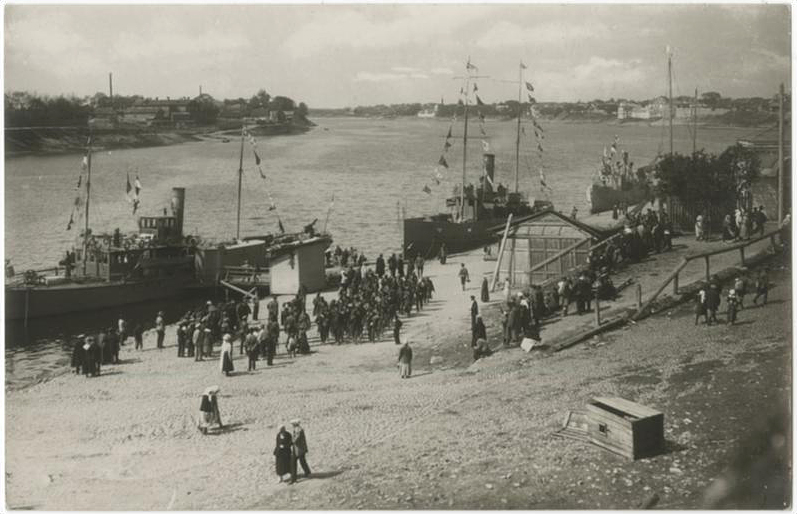
Чудская флотилия в порту Пскова. Захват эстонской армией Пскова. 26 мая 1919 года
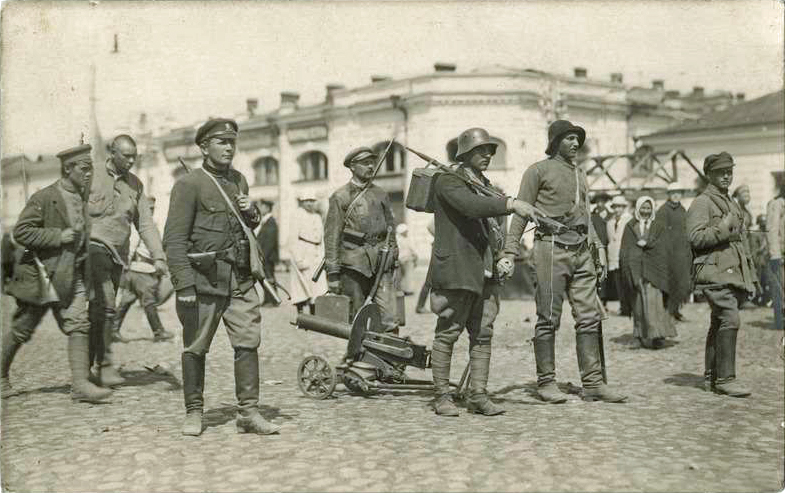
Отряд эстонских партизан в Пскове. 1919 год
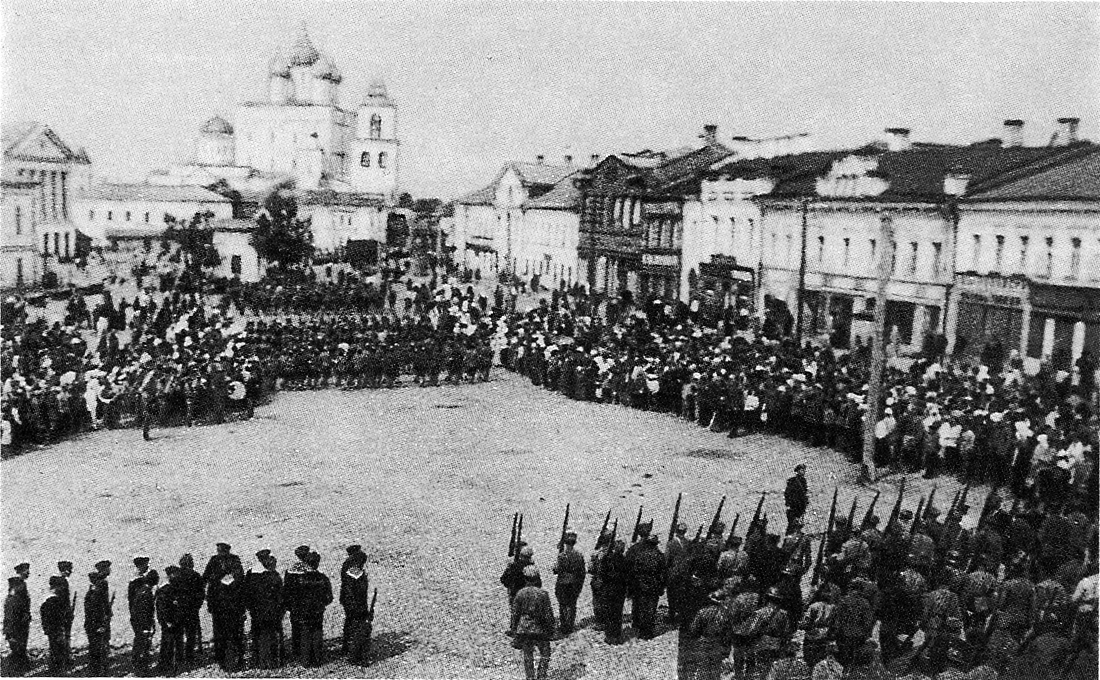
Парад эстонской армии в Пскове. 28 мая 1919 года

В мае 1919 года в состав 2-й дивизии влилась эстонская дивизия Красной армии, не пожелавшая сражаться с соотечественниками. Именно эта бывшая советская дивизия без боя захватила 25 мая 1919 г. Псков и передав отряду под началом полковника С. Н. Булак-Булаховича. А в начале июня 1919 г. прекратила своё существование Эстляндская трудовая коммуна.
К концу 1919 года Народная армия Эстонии имела в своём составе три пехотные дивизии (по 3 пехотных полка, кавалерийскому и артиллерийскому полку), ряд отдельных полков и батальонов, дивизию бронепоездов (11 бронепоездов, 5 броневиков, десантный отряд), авиационный отряд из 8 самолётов и запасные воинские части.
В этот же период Эстония обзавелась собственным флотом. В его состав вошли:
- эскадренные миноносцы (типа «Новик») «Леннук» и «Вамбола» (быв. эсминцы красного Балтийского флота «Автроил» и «Спартак» — ранее «Капитан 1 ранга Миклухо-Маклай», захваченные англичанами в районе Таллина в декабре 1918 г. и переданные ими Эстонии в январе 1919 г.; в 1933 г. правительство Эстонии продало их Перу, где они под наименованиями «Альмиранте Гуиссе» и «Альмиранте Виллар» служили до 1948-49 гг.);
- канонерка «Лембит»(бывшая русская мореходная канонерка «Бобр», которую в ноябре 1918 г. в неисправном состоянии передали Эстонии немцы, захватившие её ещё в апреле того же года в Або; сдана на слом в конце 1920-х гг.);
- канонерка «Лаене» (впоследствии «Лайне») — бывший русский конвоир подводных лодок «Спутник», переданный в ноябре 1918 г. Эстонии немцами, которые захватили его в апреле 1918 г. в городе Або;
- озёрно-речная канонерка «Ахти» (быв. русский вооружённый пароход «Ольга», переоборудованный из буксира по мобилизации в 1915 г. и включённый в состав Чудской озёрной флотилии; в 1919 г. отбит у красных и включён в озёрно-речной дивизион канонерских лодок ВМС Эстонии);
- озёрно-речная канонерка «Ванемуйне» (бывший русский вооружённый пароход «Президент» — ранее «Император», переоборудованный из товаро-пассажирского парохода по мобилизации в 1915 г. и включённый в состав Чудской озёрной флотилии; в 1919 г. оставлен красными в Тарту и включён в озёрно-речной дивизион канонерских лодок ВМС Эстонии);
- минные заградители-тральщики «Калев» и «Олев» (ранее «Моотортраалер № 8» и «Моотортраалер № 10»; бывшие русские базовые минные заградители «Теплоход № 2» и «Теплоход N° 8», оставленные в феврале 1918 г. в эстонских водах и после капитального ремонта в 1919 г. принятые в состав тральной экспедиции ВМС Эстонии);
- ледокольные буксиры «Яаан Поска» (бывший русский «Снег»; в апреле 1918 г. захвачен в Або немцами и передан ими Эстонии в ноябре того же года) и «Мардус» (бывший русский «Матрос»; в феврале 1918 г. оставлен в Ревеле и захвачен там немцами, в ноябре того же года передавшими его Эстонии);
- гидрографические суда «Лоод» и «Секстант» (бывшие русские «Лот» и «Секстан», оставленные в феврале 1918 г. в Ревеле и захваченные там немцами, которые в ноябре 1918 г. передали их Эстонии);
- ледоколы: «Вяйнямёйнен» (бывший русский «Волынец», национализирован в марте 1918 г. в Гельсингфорсе финнами, которые увели его в Ревель и передали немцам, с декабря 1918 г.- в ВМС Эстонии), «Тасуя» и «Юри Вилмс» (бывшие русские «Геркулес» и «Владимир» — ранее «Гектор», оставленные в феврале 1918 г. в Ревеле и захваченные там немцами, которые в ноябре 1918 г. передали их Эстонии).

В декабре 1918 года русские матросы подняли красный флаг на находившемся в ремонте в Таллине «крейсере» «Лембит», летом 1919 года такая же история произошла на эсминце «Вамбола» матросы пытались угнать его в Кронштадт.
Жертвами Освободительной войной со стороны Эстонии стали 4038 человек убитых и умерших от ран, и ещё 13 775 увечных.
На вооружении «Кайтселийта» было 44 тысячи японских винтовок «Арисака», переделанных под английский патрон, тысячи револьверов, несколько сотен пулемётов, а также артиллерийские орудия (22 батареи) и даже танки. Стрелковое оружие обычно хранилось в штабах и стрелковых клубах «Кайтселийта», но для него также были предусмотрены тайники, которыми члены союза могли бы воспользоваться, находясь в партизанском подполье. В «Кайтселийте» практиковалась интенсивная военно-спортивная подготовка, отрабатывались на учениях боевые действия.

## Силы обороны после войны за независимость
26 мая 1921 года приказом министра внутренних дел Эстонии было запрещено в пределах республики (в государственой службе, в учебных заведениях и частной деятельности) ношение всяких русских форменных значков: погон, кокард, цветных кантов на фуражках и одежде, знаков отличия (военной и гражданской службы), лент и т. п.. Запрет не распространялся только на ношение в эстонской армии русских военных знаков отличия и значков учебных заведений, специально разрешенных военным мннистром.

### Изменения в организации и терминологии
В 1922 году на основании «Декрета об изменении организации и терминологии Сил обороны» (от 3 ноября 1921 года) русские названия воинских частей Эстонской Армии были заменены на использующиеся в Западной Европе (роты (эст. roodud) стали kompaniid, а полки (эст. polgud)  — rügementid). Аналогично была изменена таблица воинских званий.
В 1923 году была сокращена и продолжительность военной службы с прежних 2 лет до 1,5 лет.

### Структура Вооружённых сил Эстонии на моментприсоединения государства к СССРв 1940 году

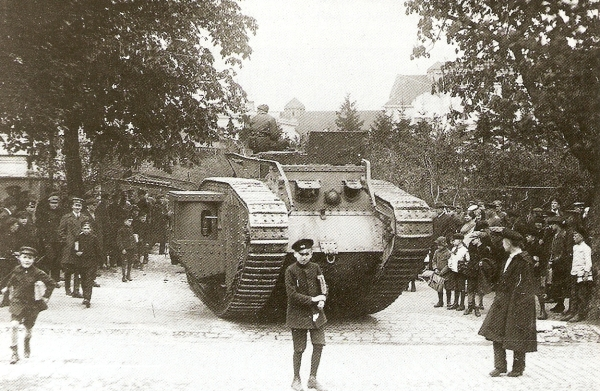
Эстонский танк Mark V в Таллине, 1920 год
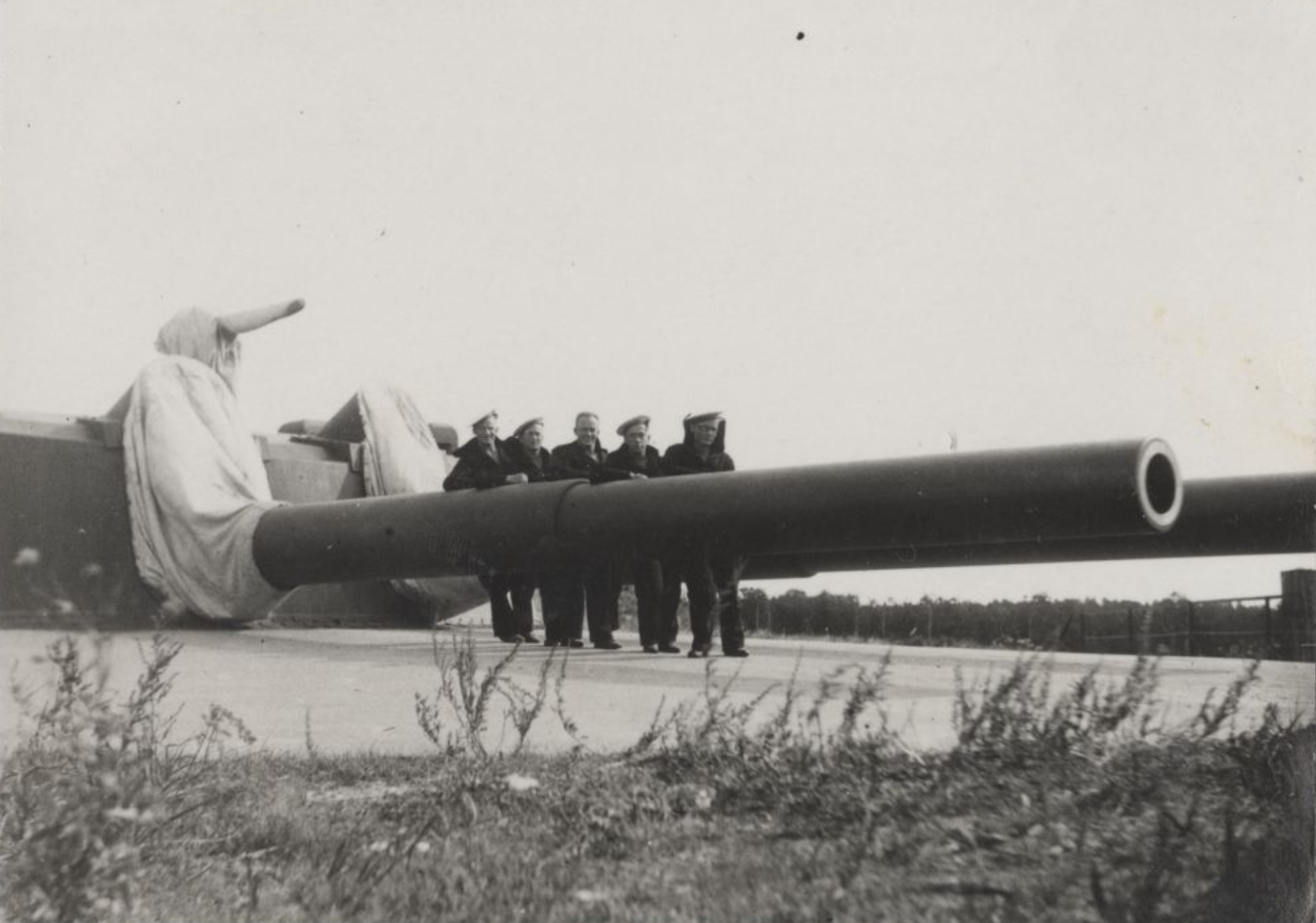
Береговая оборона на острове Аэгна, 1934 год
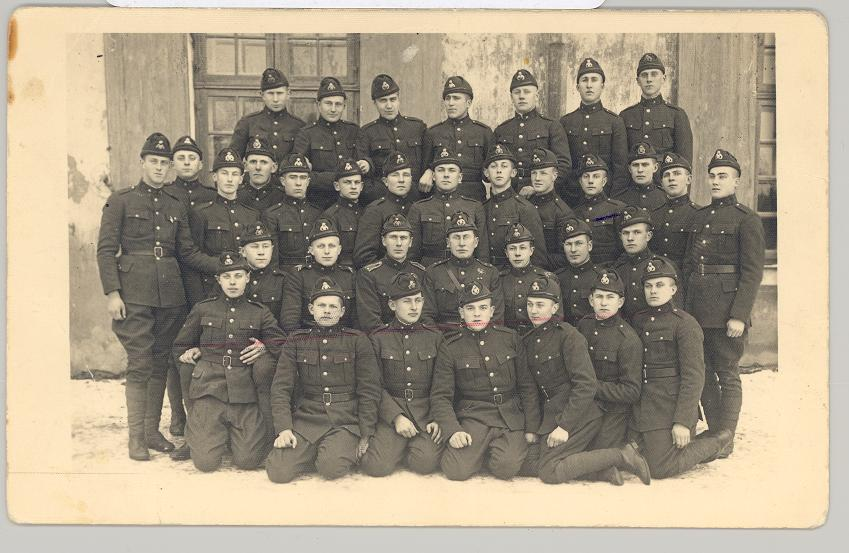
Бойцы бронетанкового полка в 1936 году
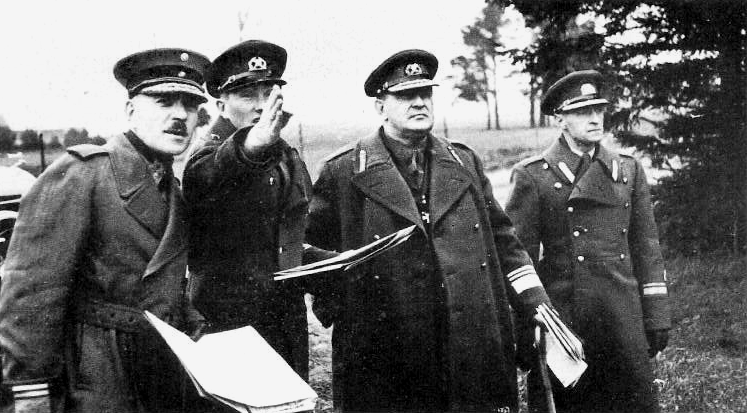
Учения в Эстонии в 1938 году

Перед присоединением Эстонии к СССР (в августе 1940 г) её ВС насчитывали до 25 тыс. человек. Имелись также созданные ещё в ноябре 1918 г. пограничные войска.
В ВС, строившихся по территориально-кадровому принципу, имелось 4 пехотные дивизии (1-я — между Чудским озером и Финским заливом, 2-я— в районе Тарту — Выру — Петсери, 3-я — в районе Таллина и на островах Моонзундского архипелага, 4-я — на границе с Латвией), полк бронепоездов, автотанковый полк, кавалерийский полк, караульный батальон, сапёрный батальон, батальон связи, отдельная химическая рота. На их вооружении имелись 58 танков (в том числе французские «Рено» FT-17 и английские MkV) и бронеавтомобилей, 450 полевых орудий. Командованию пехотных дивизий подчинялись 8 военных округов — мобилизационных военно-административных единиц, на которые была разделена территория страны.
Во время Зимней войны между СССР и Финляндией (1939—40 гг.) Эстония направила в помощь финнам полк под командованием полковника Ганса Кальма. Кроме того, 70 эстонских добровольцев сражались на стороне финской армии в рядах скандинавской интербригады «Сису».
ВВС включали 3 отдельных авиационных дивизиона (по 3 авиаотряда и аэродромной команде в каждом), авиабазу и прожекторную команду 3-ротного состава. Авиапарк был представлен примерно 70 самолётами (в том числе английские истребители Бристоль «Бульдог», лёгкие бомбардировщики- разведчики Хокер «Харт», лёгкие бомбардировщики Авро «Энсон», голландские лёгкие бомбардировщики-разведчики Фоккер C.V-E).
Эстонские ВМС организационно состояли из морского дивизиона, Чудской озёрной флотилии, гидроавиаотряда, учебной роты и морских крепостей Сууропи, Аэгна и Найсаар с береговой артиллерией. В состав ВМС входили:
- весьма совершенные для своего времени подводные минные заградители «Калев» и «Лембит» (английской постройки);
- миноносец «Сулев» (быв. германский миноносец А32, в октябре 1917 г. выброшенный штормом на побережье острова Сааремаа и в 1920-е гг. отремонтированный эстонцами);
- канонерка «Лайне», используемая как плавучая база подводных лодок (быв. «Лаене»); .
- малая канонерка «Мардус» (быв. ледокольный буксир);
- озёрно-речная канонерская лодка «Ахти»;
- озёрно-речная канонерка «Ванемуйне»;
- колесная озёрно-речная канонерка «Тарту» (быв. русский вооружённый пароход «София», переоборудованный из товаро-пассажирского парохода по мобилизации в 1915 г. и включённый в состав Чудской озёрной флотилии; в 1919 г. затоплен красными, но поднят в 1920 г. эстонцами и в 1936 г. зачислен в резерв озёрно-речного дивизиона канонерских лодок своих ВМС);
- сторожевой корабль «Пиккер» собственной постройки, вошёл в состав ВМФ СССР, в 1940 году, как посыльное судно, наименован: с 1941 года «Киев», с 1942 года «Луга», с 1944 года «Ильмень», с 1948 года «Риони», с 1961 года «Московский университет»;
- колесные минные заградители-тральщики «Ристна» и «Суроп» (быв. русские озёрно-речные пароходы, мобилизованные в качестве тральщиков в русский ВМФ в 1915 г. соответственно как тральщик № 18 и тральщик № 19 и захваченные в Гельсингфорсе в 1918 г. финнами, в 1920 г. продавшими их Эстонии);
- малые тральщики-заградители «Кери» и «Вайндло» (быв. «Калев» и «Олев»);
- малый тральщик «Тахкона»;
- военный транспорт «Секстант» (ранее гидрографическое судно);
- вспомогательные суда (без определённой классификации) «Сакала», МР8, МРИ;
- кабельное судно «Компас» (быв. одноимённое гидрографическое судно Балтийского флота, оставленное в феврале 1918 г. Ревеле и в 1920 г. по Тартускому договору с РСФСР признанное собственностью Эстонии) и гидрографическое судно «Лоод»;
- лоцманское судно-вехостав «Пирита» (быв. паровой барказ-вехостав русского Балтийского флота «Бригитовка», оставленный в феврале 1918 г. в Ревеле и в 1920 г. по Юрьевскому договору с РСФСР признанный собственностью Эстонии);
- моторные катера МР10, МР23;
- ледокольный буксир «Яаан Поска» и буксир «Таллинн»;
- ледоколы «Суур-Тылль», «Тасуя», «Юри Вилмс», «Мерикару».

## После аннексии Эстонии

### В составе Красной Армии

##### Включение подразделений ВС Эстонии в составКрасной Армиив 1940 году
В конце августа 1940 года на базе войсковых частей эстонской армии был сформирован 22-й Эстонский территориальный стрелковый корпус Красной Армии под командованием эстонского генерала Густава Ионсона, который позже был арестован НКВД и расстрелян. Все солдаты и офицеры 22-го эстонского стрелкового корпуса сохранили форму эстонской армии образца 1936 года, на которую были нашиты советские знаки различия. Первоначально большинство должностей в корпусе занимали бывшие офицеры эстонской армии, но уже к середине июня 1941 года — ещё до нападения Германии на СССР — большинство из них было арестовано и заменено прибывшими из СССР офицерами Красной Армии. Например, только в ночь на 13—14 июня 1941 г. органы НКВД арестовали 3178 человек, а 5978 человек отправили в ссылку из Эстонии (вместе с малолетними детьми). Одновременно в 22-м территориальном стрелковом корпусе дополнительно «зачистили» ещё 224 военнослужащих.
Бо́льшая часть арестованных эстонских офицеров погибла в лагерях на территории РСФСР, многие были расстреляны. Из попавших в советские лагеря эстонских генералов только один Рихард Томберг остался в живых, так как с 1942 года он был востребован Военной академией имени М. В. Фрунзе в качестве преподавателя и был арестован лишь в феврале 1944 года (освобождён из лагеря и реабилитирован в 1956 году).
Некоторым уволенным офицерам эстонской армии и 22-го стрелкового корпуса удалось скрыться от властей в период между уходом со службы и планировавшимся их арестом. Кому-то удалось бежать за границу, другие вышли из укрытия лишь после прихода немецких войск в июле — августе 1941 года, часть из них добровольно вступила в эстонские подразделения, воевавшие на стороне нацистской Германии или поступила на службу в подконтрольное немецким властям Эстонское самоуправление.
Во время Великой Отечественной войны 22-й Эстонский стрелковый корпус существовал с 22 июня 1941 года по 31 августа 1941 года и участвовал в приграничном сражении в Литве и Латвии, а также в контрударах под Сольцами и под Старой Руссой. Бойцы 22-го эстонского стрелкового корпуса проявили особый героизм в боях у города Дно. Также имел место массовый переход на сторону противника с последующим вступлением в эстонские части немецкой армии.
После расформирования 22-го Эстонского стрелкового корпуса его военнослужащие по распоряжению Льва Мехлиса были направлены в трудовые батальоны, дислоцировавшиеся в отдалённых районах Севера, где многие из них умерли от голода и болезней. Выживших в трудовых батальонах эстонских солдат и офицеров с февраля 1942 года начали направлять в формировавшиеся в тот период 7-ю и 249-ю эстонские стрелковые дивизии, которые в августе 1942 года вошли в состав новообразованного 8-го Эстонского стрелкового корпуса.

##### 8-й Эстонский стрелковый корпус (второго формирования)
Решение о создании корпуса было принято в мае 1942 года. 25 сентября 1942 года была принята директива Наркомата обороны СССР о формировании 8-го Эстонского стрелкового корпуса (второго формирования) на базе 7-й и 249-й эстонских стрелковых дивизий. Командиром корпуса был назначен генерал Лембит Пэрн.

## Немецкая оккупация

### Формирования в составе вооружённых силНацистской Германии
Немцам ещё до войны удалось развернуть на территории Эстонии хорошо подготовленную разветвлённую агентурную сеть. Однако в Таллине, Тарту и Петсери(Печорах) НКГБ все же смог выявить подпольные формирования Лиги ветеранов Освободительной войны(1918—20 гг.), поддерживавшего конспиративные контакты с ушедшим в подполье «Кайтселийтом».
С нападением на СССР Германии эстонцы приветствовали гитлеровцев как своих освободителей и развернули партизанскую войну против РККА. В течение июля 1941 г. немцы забросили на территорию Эстонии несколько состоявших из эстонцев диверсионно-разведывательных групп «Эрна», в задачи которым были поставлены захват стратегически важных объектов, разведка в тылу советских войск и организация повстанческого движения. К ним примкнули подпольщики «Кайтселийта», и численность групп «Эрна» к началу августа достигала порядка 900 человек.
Вступив в прямые боевые столкновения с оперативными частями войск НКВД, эти группы понесли значительные потери, прорваться к немцам удалось лишь их остаткам. Из этих остатков был сформирован эстонский спецбатальон «Эрна-2», участвовавший в ликвидации очагов сопротивления советских войск на островах Сааремаа, Муху и Хийумаа. После этого он был распущенна его бойцы перешли в эстонскую полицию и вновь сформированную самооборону («Омакайтсе»).

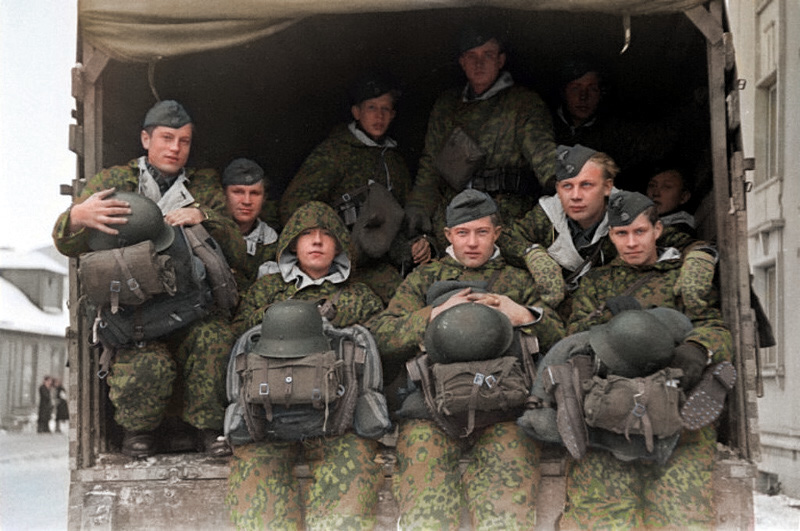
Эстонские солдаты 20-й добровольческой пехотной дивизии СС

Полицейские подразделения, как и местные органы самоуправления, начали повсеместно формироваться в Эстонии по мере отступления советских войск. При эстонском местном самоуправлении появилась так называемая директория внутренних дел в составе управления полиции (включая политическую полицию — фактически эстонское гестапо) и подразделений «Омакайтсе». Осенью 1941 г. были сформированы 6 эстонских охранных батальонов — 181-й, 182-й, 183-й, 184-й, 185-й и 186-й, которые использовались немцами для охраны коммуникаций, штабов и т. д. Затем их реорганизовали в 3 восточных батальона («остбатальоны» — 658-й, 659-й и 660-й) и 657-ю восточную роту. Эти эстонские подразделения в составе Вермахта были брошены в бой с частями Красной армии.
Кроме того, во время войны из эстонцев сформировали 26 полицейских остбатальонов «F» (фронтовых) и «W» («вахт» — охранных), через которые прошли 10 тыс. человек. Они участвовали в боевых действиях против партизан и на фронте, например, 36-й эстонский полицейский батальон в ноябре 1942 г. угодил под Сталинград, где был изрядно потрепан. В июле 1944 г. против войск Красной армии и партизан, по данным советской разведки, действовали эстонские полицейские батальоны «Нарва» и «Саккола», а также 1-й, 2-й, 3-й, 4-й, 18-й, 29-й, 30-й, 31-й, 32-й, 33-й, 37-й, 38-й, 39-й, 41-й, 42-й, 43-й, 45-й, 46-й, 185-й, 658-й и 659-й полицейские батальоны. Некоторое время существовали 1-й и 2-й эстонские полицейские полки.
Что касается территориальной самообороны «Омакайтсе», именовавшейся немцами «Зельбстшутц», то её сформировали по образу и подобию «Кайтселийта». В деревнях и на хуторах были созданы взводы «Омакайтсе», в волостях — роты, в уездах и городах — батальоны. Общее руководство ими осуществляла немецкая военная администрация Эстонии. Члены «Омакайтсе» несли патрульно-постовую службу в населённых пунктах и на дорогах, а также дежурили на постах ПВО. Была также создана женская секция «Омакайтсе» — «Наскодукайтсе» («Женская защита дома»), на которую возлагались хозяйственные и санитарные функции. На эстонских заводах в составе «Омакайтсе» сформировали подразделения «защиты труда» — «Тээкайтсе», которые охраняли предприятия, а также военнопленных и других заключённых, привлекаемых к работе на них. Всего в «Омакайтсе» состояло до 75 тыс. эстонцев- мужчин и около 20 тыс. эстонок.
В 1944 г. из бойцов «Омакайтсе» были сформированы «зельбстшутц»-полки «Ревель», «Таллин», «Феллин», «Пернау» и «Киви», брошенные немцами в бои на Восточном фронте. Кроме того, гитлеровцы создали 6 эстонских пограничных полков — 1-й, 2-й, 3-й, 4-й, 5-й и 6-й (в каждом 3 стрелковых батальона и артиллерийская батарея — всего до 3 тыс. человек). В дальнейшем 2-й, 3-й, 4-й и 6-й пограничные полки вошли в состав 300-й дивизии особого назначения Вермахта, разгромленной советскими войсками в сентябре 1944 г. — от дивизии остались лишь разрозненные подразделения. Остатки эстонских пограничных полков капитулировали в мае 1945 г. в составе Курляндской группировки немецко-фашистских войск.
Интересной является судьба созданного в 1941 г. под эгидой немецкого ВМФ эстонского полка охраны побережья («Раннакайтсе»). Когда весной 1942 г. немцы потребовали передать полк в состав войск СС, его командование распустило подчинённых по домам.

В августе 1942 г. началось формирование на добровольческой основе эстонского легиона войск СС. Так, в составе 5-й танковой дивизии войск СС «Викинг» появился эстонский добровольческий батальон «Нарва», который почти полностью был разгромлен зимой 1944 г. в ходе Корсунь- Щевченковской наступательной операции Красной армии.
Воодушевлённые успешным опытом создания к маю 1943 г. 1-го и 2-го эстонских добровольческих полков СС, немцы затеяли формирование эстонской добровольческой бригады СС — 3-й. Получив в декабре 1943 — январе 1944 гг. некоторый опыт в боях с партизанами, эта бригада вскоре была преобразована в 20-ю эстонскую добровольческую дивизию СС (с мая 1944 г. — 20-я ваффен-гренадерская дивизия СС, она же эстонская № I).
В составе этой дивизии в июле 1944 г. (тогда же в неё влился 658-й эстонский остбатальон под командованием кавалера Рыцарского железного креста, штандартенфюрера СС Адольфа Ребане — как утверждают некоторые источники — агента НКВД) имелись 45-й, 46-й и 47-й гренадерские полки СС, 20-й артиллерийский полк СС (командир — штандартенфюрер СС по фамилии Соболев!), 20-й фузилёрный батальон (бывший «Нарва»), 20-й инженерный батальон, 20-е «подразделение зенитной артиллерии», 20-е «разведывательное подразделение», 20-й полевой запасной батальон (впоследствии 20-й учебно-запасной полк СС), 20-й полк снабжения, 20-й строительный русско-эстонский батальон и другие части.

В сентябре 1944 г. 20-я ваффен-гренадерская дивизия СС была разгромлена в боях с советскими войсками под Нарвой, но в начале 1945 г. её вновь сформировали в Силезии. В мае 1945 г. эстонские эсэсовцы 20-й дивизии сдались в плен Красной армии на территории Чехословакии В интересах Вермахта в 1944 г. были созданы эстонские вспомогательные 1-й, 2-й, 3-й, 4-й и 5-й строительно-сапёрные и 42-й сапёрный батальоны.
В составе ВС Германии в войне участвовала и эстонская авиация. В июле 1942 г. из эстонских пилотов-добровольцев была сформирована 3-я эскадрилья 127-й группы морских разведчиков люфтваффе. Она располагала гидросамолётами Хейнкель-60 и Арадо-95 и вела поиск советских подводных лодок в Финском заливе.
В дальнейшем эстонские лётчики прошли переобучение, и в октябре 1943 г. их эскадрилью переформировали в 11-ю эстонскую группу ночных штурмовиков, вооружённую устаревшими немецкими самолётами Хейнкель-50А, Арадо-66, польскими RWD-8 и голландскими Фоккер C.V- Е. Пополнение летного состава осуществлялось путём обучения эстонских курсантов, в учебно-боевой группе ночных штурмовиков «Остланд» (её эстонский сегмент назывался «Эстланд»),

В октябре 1944 г. 11 -я эстонская группа ночных штурмовиков, иногда совершавшая боевые вылеты, прекратила своё существование — по одним источникам, из-за предельного износа материальной части и отсутствия запчастей, по другим — из-за участившегося дезертирства эстонцев из рядов люфтваффе. Пилоты и авиамеханики регулярно перелетали в Швецию, битком набиваясь в кабины своих стареньких бипланов. Ещё два эстонца (из числа 10, направленных на обучение в Германию) удрали в Швецию на истребителях Фокке-Вульф-190А.
В частях ВВС Германии (в основном в зенитной артиллерии) в качестве вспомогательного персонала («помощники ВВС» — «люфтваффенхильферы») служили около 3 тыс. молодых эстонцев, включая 78 девушек. Были ещё юные эстонские «помощники ВМС» («маринехильферы») и «воспитанники СС» («СС-цёглинг»).

## Восстановление государственности и сил обороны

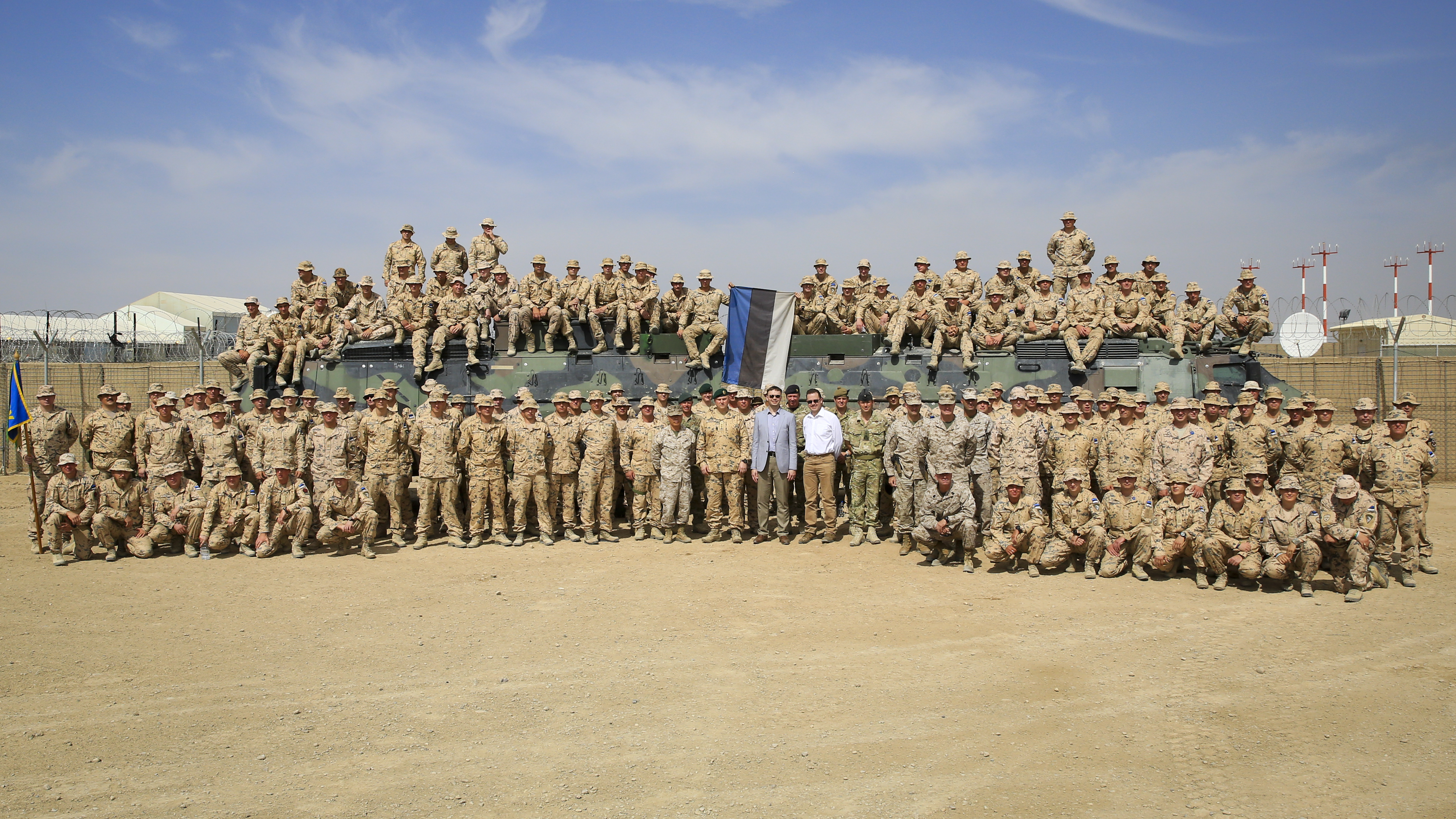
Эстонский контингент в Афганистане перед возвращением домой в 2014 году

Вооружённые силы Эстонии комплектуются в соответствии с Законом Эстонской Республики «О всеобщей воинской повинности». Юноши от 18 до 28 лет, не имеющие освобождения, являющиеся гражданами Эстонии, обязаны проходить 8-месячную службу или 11-месячную (отдельные специалисты).
В 2001 году министр обороны Эстонии Юри Луйк выступил с заявлением о том, что военная доктрина Эстонии не исключает участия «в оборонительных действиях» иностранных граждан и лиц без гражданства, постоянно проживающих на территории Эстонии.
С 2003 года Эстония принимает участие в войне в Афганистане.
В 2006 году в Эстонии был создан центр CERT, задачей которого обеспечение интернет-безопасности, в дальнейшем предусмотрено создание «центра кибернетической защиты» «Tiigrikaitse».
В июне 2009 года эстонский парламент принял поправки в закон о чрезвычайном положении, которые разрешили использовать армию и «Кайтселийт» для подавления массовых беспорядков. В правительстве Эстонии считают, что поправки помогут легче справляться с ситуациями, подобными апрельским беспорядкам 2007 года.
Вооружённые силы в мирное время насчитывают 5 500 человек, из которых около 2000 — военнослужащие срочной службы. В Вооружённых силах служат около 3500 профессиональных военнослужащих. Резерв Вооружённых сил составляет около 30 000 человек, что позволяет полностью укомплектовать одну пехотную бригаду, 4 отдельных батальона и 4 оборонительных района. В дополнение к резерву имеется ещё 12 000 человек, состоящих в 15 дружинах Союза обороны («Кайтселийта» — добровольческого военизированного формирования), являющегося вместе с Вооружёнными силами частью Сил обороны Эстонии.

#### После начала российского вторжения на Украину
В январе 2023 года стало известно о создании на основе двух пехотных бригад дивизии. На должность командующего дивизией Сил обороны был назначен генерал-майор Вейко-Велло Пальма. Дивизия является постоянно действующей сухопутной структурной единицей Сил обороны, находящейся в непосредственном подчинении командующего Силами обороны. Штаб дивизии находится в Таллине. В мирное время в штабе служат около ста человек.
В состав дивизии входят подразделения как из Эстонии, так и из стран-союзников. Эстонские подразделения включают 1-ю пехотную бригаду, 2-ю пехотную бригаду, батальон тылового обеспечения и батальон штаба и связи. Уставом дивизии могут быть предусмотрены другие части в подчинении командира дивизии.